# Маклаков, Анатолий Геннадьевич
Анато́лий Генна́дьевич Маклако́в (род. 10 мая 1960, Гатчина, Ленинградская область, СССР) — советский и российский психолог, специалист в области психологического обеспечения профессиональной деятельности в особых условиях. Доктор психологических наук (1996), профессор (2001). Профессор и заведующий кафедрой общей и прикладной психологии факультета психологии, директор Института психологии и педагогики и первый проректор ЛГУ имени А. С. Пушкина.

## Биография
Родился 10 мая 1960 года в Гатчине Ленинградской области.
Окончил Свердловское высшее военно-политическое танко-артиллерийское училище, получив квалификацию «Офицер с высшим военно-политическим образованием».
В 1981—1991 годах проходил военную службу в частях Вооружённых Сил СССР.
В 1990 году в Ленинградском научно-исследовательском психоневрологическом институте имени В. М. Бехтерева защитил диссертацию на соискание учёной степени кандидата психологических наук по теме «Психологические особенности и структура поведенческого фактора риска ишемической болезни сердца (типа А) у молодых людей в период адаптации к военной службе» (специальность 19.00.04 — медицинская психология).
В 1991—2004 годах — младший научный сотрудник, научный сотрудник, старший научный сотрудник, начальник научно-исследовательского отдела профессионального психологического отбора лаборатории обитаемости и профессионального отбора и заместитель начальника лаборатории обитаемости и профессионального отбора Военно-медицинской академии имени С. М. Кирова.
В 1996 году в Санкт-Петербургском государственном университете защитил диссертацию на соискание учёной степени доктора психологических наук по теме «Основы психологического обеспечения профессионального здоровья военнослужащих» (специальность 19.00.03 — психология труда; инженерная психология).
Профессор и заведующий кафедрой общей и прикладной психологии Ленинградского государственного университета имени А. С. Пушкина.

## Научные труды

### Монографии
- Скворцов В. Н., Маклаков А. Г. Возрастные этапы развития психики человека: монография. — СПб.: ЛГУ имени А. С. Пушкина, 2007. — 119 с. ISBN 978-5-8290-0706-5

### Учебные издания
- Общая психология. Учебник психологии
- Маклаков, А. Г. Профессиональный психологический отбор персонала: теория и практика: роль и место отбора в жизни современного общества, методологические и организационные основы отбора, технология разработки системы профессионального психологического отбора — Москва: Питер, 2008. — 479 с.: ил., табл.; 24 см. — (Учебник для вузов).; ISBN 978-5-91180-840-2
- Маклаков А. Г. Общая психология: учебное пособие для вузов и слушателей курсов психологических дисциплин. — СПб.: Издательский дом «Питер», 2012. — 593 с. — ISBN 9785459015799.

## Награды и звания
- Заслуженный работник высшей школы Российской Федерации (20 июля 2023 года)[3].